# Le Book Club
Série
Book Club: The Next Chapter
(2023)
Pour plus de détails, voir Fiche technique et Distribution.
Le Book Club ou Club de lecture au Québec (Book Club) est une comédie américaine coécrite et réalisée par Bill Holderman et sortie en 2018.
Il connait une suite, Book Club: The Next Chapter, prévue pour 2023.

## Synopsis
Quatre femmes mûres, Diane, Vivian, Sharon et Carol, sont amies de longue date. Elles se retrouvent fréquemment dans leur club de lecture. Un jour, leur quotidien est bouleversé par la lecture du roman érotique Cinquante nuances de Grey.

## Fiche technique
- Titre : Le Book Club
- Titre original : Book Club
- Réalisation : Bill Holderman
- Scénario : Bill Holderman et Erin Simms
- Musique : Peter Nashel
- Photographie : Andrew Dunn
- Montage : Priscilla Nedd-Friendly
- Production : Andrew Duncan, Erin Simms, Bill Holderman et Alex Saks
- Société de production : June Pictures
- Société de distribution : Paramount Pictures
- Pays de production :  États-Unis
- Langue originale : anglais
- Format : couleur
- Genre : comédie
- Durée : 97 minutes
- Dates de sortie :
  - États-Unis : 18 mai 2018
  - France : 6 juin 2018

## Distribution
- Diane Keaton (VF : Béatrice Delfe) : Diane
- Jane Fonda (VF : Christine Delaroche) : Vivian
- Candice Bergen (VF : Micky Sébastian) : Sharon
- Mary Steenburgen (VF : Sylvie Feit) : Carol
- Andy García (VF : Frédéric van den Driessche) : Mitchell
- Craig T. Nelson (VF : Igor de Savitch) : Bruce
- Don Johnson (VF : Michel Elias) : Arthur
- Alicia Silverstone (VF : Sarah Viot) : Jill
- Richard Dreyfuss (VF : Michel Papineschi) : George
- Ed Begley Jr. : Tom
- Wallace Shawn (VF : Gilbert Lévy) : Derek
- Tommy Dewey : Scott
- Katie Aselton (VF : Cindy Tempez) : Adrianne
- Mircea Monroe : Cheryl
- Lili Bordán (VF : Delphine Braillon) : Irene
- E. L. James : la voisine qui se promène avec son mari (caméo)